# Sultan al-Atrasz

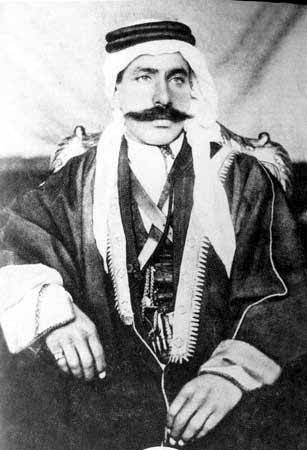

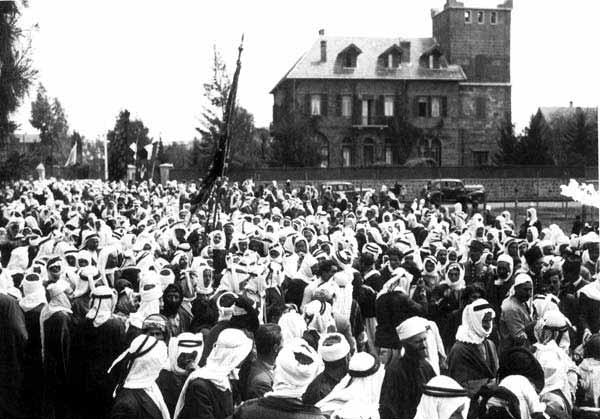
Druzowie udający się do walki z Francuzami pod komendą al-Atrasza, 1925

Sultan al-Atrasz (ur. 1885, zm. 1982) – syryjski polityk, wieloletni przywódca społeczności Druzów, jeden z przywódców powstania w Syrii, którego celem było zakończenie mandatowych rządów francuskich i uzyskanie niepodległości przez Syrię.

## Życiorys

### Wczesna działalność
Pochodził z jednej z najznaczniejszych rodzin druzyjskich. Jego rodzina od 1868 tradycyjnie przewodziła Druzom żyjącym w granicach państwa osmańskiego i zaliczała się do wielkich właścicieli ziemskich. Ukończył z wyróżnieniem Akademię Wojskową w Konstantynopolu. W 1913, gdy jego ojciec został stracony przez Turków, przejął po nim przywództwo społeczności Druzów. W I wojnie światowej walczył w armii tureckiej do 1915, gdy zdezerterował, aby przyłączyć się do arabskiego ruchu niepodległościowego. Był łącznikiem między antyturecko nastawionymi Druzami a szarifem Mekki Husajnem. Walczył w powstaniu arabskim. Podczas dwuletnich rządów króla Fajsala w Syrii był jednym z jego bliskich współpracowników, a za swoją działalność został nagrodzony tytułem paszy.

### Powstanie w Syrii 1925-1927
Po ustanowieniu w Syrii i Libanie mandatowych rządów francuskich, w 1922, region zamieszkany w większości przez Druzów został wyodrębniony jako terytorium autonomiczne. Władze francuskie dążyły do maksymalnego ograniczenia kontaktów Druzów z innymi regionami Syrii (podobną politykę prowadziły w stosunku do Państwa Alawitów). Społeczności druzyjskiej nadal nieformalnie przewodził al-Atrasz, którego autorytet Francuzi starali się podważyć. Polityka francuska wobec Druzów szybko zaczęła wzbudzać ich niezadowolenie. Przywódcy druzyjscy nadal pragnęli utrzymywać kontakty z arabskimi elitami w Damaszku, podobnie zresztą jak z arabskimi działaczami niepodległościowymi z Ammanu, który znajdował się na terytorium mandatowym Wielkiej Brytanii. Protestowali również przeciwko ingerowaniu Francuzów w wewnętrzne funkcjonowanie ich społeczności. W 1925 na terenach zamieszkanych przez Druzów wybuchło powstanie antyfrancuskie. Jego bezpośrednią przyczyną było oburzenie Druzów z powodu narzuconej przez Francuzów reformy rolnej (podziału ziem stanowiących własność wspólnot między poszczególne rodziny) oraz zmuszenia Druzów do bezpłatnej pracy przy budowie dróg. 11 lipca 1925 reprezentanci Druzów spotkali się z wysokim komisarzem w Syrii Maurice’em Sarrailem, który nakazał ich uwięzienie.
Tydzień po uwięzieniu Druzowie pod wodzą al-Atrasza rozpoczęli powstanie zbrojne i rozbili francuskie oddziały stacjonujące w Dżabal ad-Duruz. Do powstańców druzyjskich dołączyli niezadowoleni z rządów francuskich Syryjczycy-muzułmanie i chrześcijanie. Sultan al-Atrasz ogłosił się dowódcą Syryjskiej Armii Rewolucyjnej. Podpisywane przez niego ulotki, rozpowszechniane na terenach zajętych przez powstańców, zawierały żądania utworzenia niepodległej Syrii bez wewnętrznych podziałów, utworzenia rządu oraz zwołania Zgromadzenia Konstytucyjnego, utworzenia armii arabskiej oraz wycofania wojsk francuskich, zastosowania się przez Francuzów do głoszonych przez nie idei praw człowieka i obywatela.
Powstanie w Syrii trwało dwa lata i zostało ostatecznie stłumione. Podczas pacyfikacji zginęło ok. 6 tys. Syryjczyków, zniszczonych zostało ok. 100 tys. domów, ogromne straty materialne poniosły zwłaszcza miasta. Al-Atrasz walczył do października 1926, gdy zbiegł razem z Abd ar-Rahmanem Szachbandarem do emiratu Transjordanii. Przez ostatni rok powstaniem dowodził Fauzi al-Kawukdżi.

### Działalność w niepodległej Syrii
Al-Atrasz spędził na emigracji 11 lat. W 1937 powrócił do Syrii, entuzjastycznie witany przez Druzów. Po uzyskaniu niepodległości przez Syrię odmówił przyjęcia stanowisk rządowych. Nowym elitom władzy, wywodzącym się z Bloku Narodowego, zarzucał uzurpowanie sobie wszystkich zasług związanych z walką o wolność Syrii. Nie wziął udziału nawet w uroczystym proklamowaniu niepodległości 17 kwietnia 1946, odmówił także przyjęcia pomocy finansowej, jaką oferował mu prezydent Szukri al-Kuwatli.
W latach 1951–1954 organizował opozycję przeciwko dyktaturze Adiba asz-Sziszaklego. Publicznie krytykował asz-Sziszaklego za likwidowanie niechętnych mu gazet i organizacji politycznych. W 1953 asz-Sziszakli na pewien czas osadził al-Atrasza w areszcie domowym, zaś jego syna Mansura uwięził. Po zwolnieniu al-Atrasz wspólnie z Haszimem al-Atasim rozpoczął przygotowania do zbrojnego powstania przeciwko dyktaturze, jednak spisek został wykryty. W odwecie asz-Sziszakli nakazał zbombardowanie terenów zamieszkiwanych przez Druzów, w rezultacie czego zginęło ok. 600 cywilów.

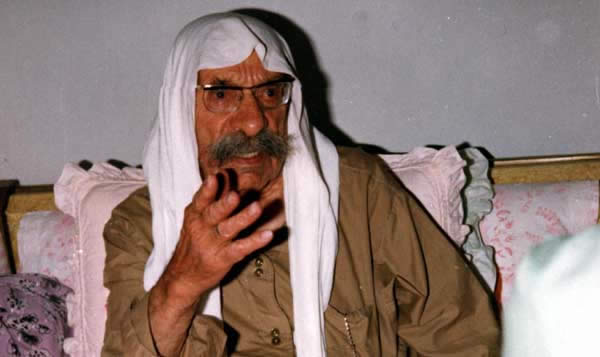
Al-Atrasz w podeszłym wieku

Po obaleniu dyktatury asz-Sziszaklego w 1954 al-Atrasz nie prowadził jednak szerszej aktywności politycznej. Dopiero po zamachu stanu w lutym 1966, w którym radykalna frakcja partii Baas odsunęła od władzy jej skrzydło umiarkowane, al-Atrasz ponownie zaczął krytykować rządzących Syrią, z Salahem Dżadidem na czele. Przyczyną takiej postawy był fakt, że jednym z aresztowanych po przewrocie umiarkowanych baasistów był jego syn Mansur. Al-Atrasz zaprzestał wystąpień antyrządowych po kolejnym zamachu stanu, po którym pełnię władzę w Syrii objął Hafiz al-Asad. Do końca życia był wysoko ceniony i honorowany przez władze syryjskie za swój udział w walce z panowaniem europejskim na Bliskim Wschodzie.